# Ma’arrat Atarib
Ma’arrat Atarib (arab. معارة اتارب) – miejscowość w Syrii, w muhafazie Aleppo. W 2004 roku liczyła 5796 mieszkańców.